# Walterboro
Walterboro (ehemals Walterborough) ist eine Stadt im Colleton County im Bundesstaat South Carolina, USA. Sie ist die Kreisstadt des Colleton County.

## Lage
Walterboro ist 77 km westlich von sich Charleston und liegt in der Nähe der ACE-Basin-Region im South Carolina Lowcountry. Es ist als "The Front Porch of the Lowcountry" bekannt.

## Demografie
Die Bevölkerung der Stadt betrug nach dem Zensus 2020 insgesamt 5544.

## Geschichte
Nach der lokalen Überlieferung geht die Siedlung auf das Sommerhaus der Brüder Paul und Jacob Walter zurück, das sie 1783 oder 1784 errichtet haben sollen. Die Reispflanzer suchten in der waldigen Region Zuflucht von dem sumpfigen, feuchten Klima ihrer Plantagen an den Ufern der Flüsse Ashepoo, Combahee und Edisto. Eine Siedlung von etwa 20 Häusern wuchs heran. 1794 wurde ein Pfarrhaus genehmigt, das auch als Verwaltungsgebäude des Kirchspiels diente. Durch die Arbeit der versklavten Menschen auf den Plantagen kamen die Reis- und Indigopflanzer zu großem Reichtum, wodurch auch ihre Sommerfrische Walterborogh wuchs. Ein früherer Ortsname soll außerdem Ireland Creek gewesen sein, nach dem gleichnamigen Bach im Nordwesten der Siedlung.
1817 wurde der Sitz des Distrikts Colleton von Jacksonboro in das zentralere Walterboro verlegt. 1822 weihte man im Osten der Siedlung ein von Robert Mills entworfenes Courthouse ein. Weitere Gebäude folgten, im Jahr 1826 gründete sich Walterboro als Gemeinde. 1828 sprach sich Robert Rhett in Walterboro erstmals für die Nullifikationsdoktrin aus. In der Streusiedlung sollen damals im Sommer etwa 900 Menschen gewohnt haben, im Winter nur etwa hab so viele.
Nach dem Bürgerkrieg, an dem viele Weiße als Freiwillige teilgenommen hatten, zogen einige vertriebene und verarmte Pflanzer nach Walterboro. Mehr als die Hälfte der Stadtbevölkerung bestand damals aus befreiten Schwarzen. Durch die zentrale Lage zwischen den Küstenstädten des Lowcountry und Augusta blieb die Stadt weiter wichtig. Im März 1887 eröffnete die Green Pond, Walterboro & Branchville Railway eine Eisenbahnstrecke, die Walterboro mit der Charleston and Savannah Railway verband. Gleichzeitig erlebte die Stadt einen kurzen Boom durch den Phosphatabbau, später wurde die Holzindustrie wichtig. In den 1920er-Jahren führte der U.S. Highway 17 durch Walterboro. Die Gemeinde war nun keine Sommerfrische mehr, sondern wurde eher im Winter von Touristen aus dem Norden besucht.

In der zweiten Hälfte des 20. Jahrhunderts entstanden neue Arbeitsplätze vor allem im Bauwesen und im öffentlichen Sektor, etwa durch die Errichtung einer großen Pflegeeinrichtung für Kriegsveteranen.

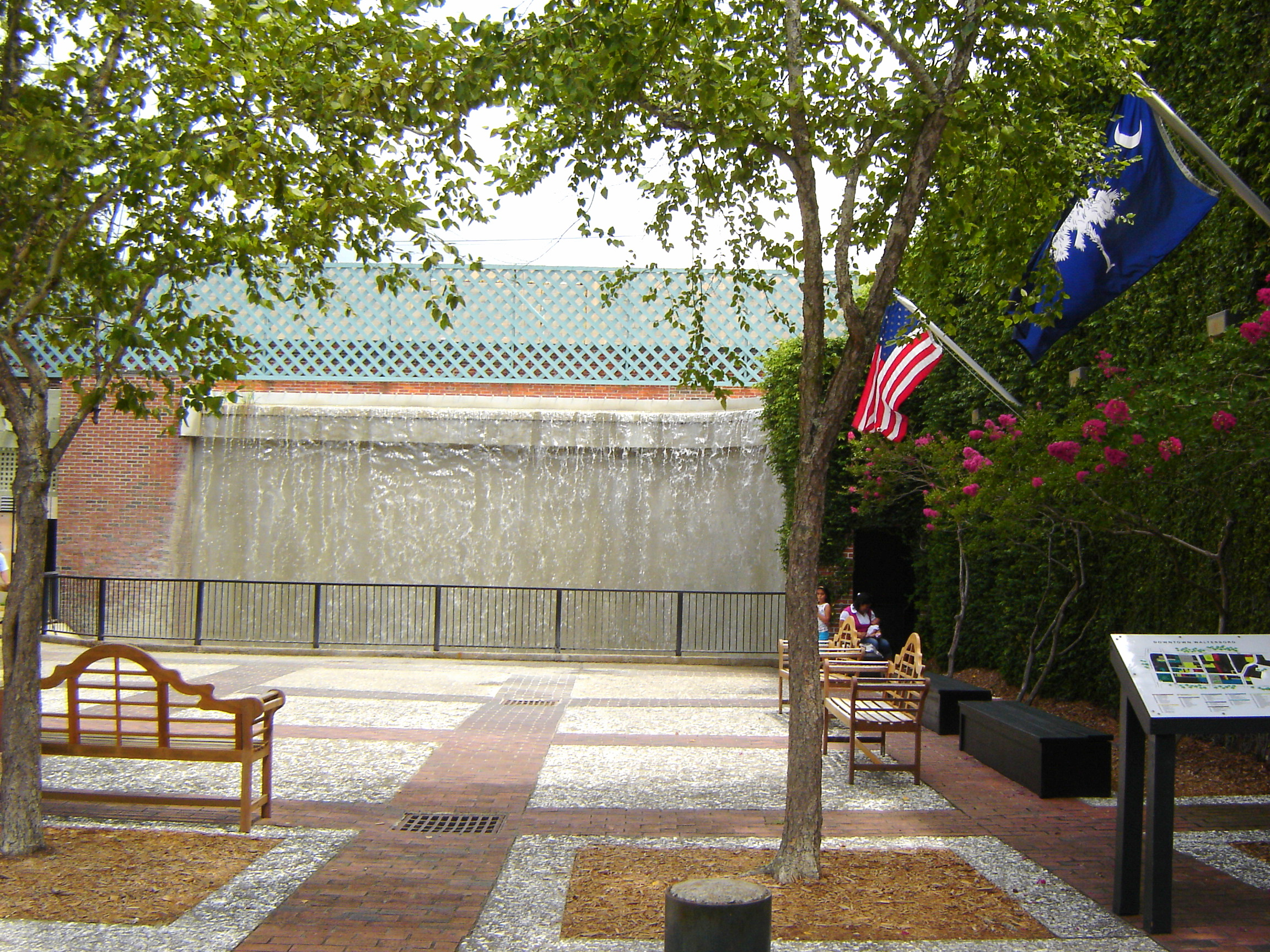
Der Water Falls Park

## Geographie
Die Stadt hat eine Fläche von 17,72 Quadratkilometern.

## Infrastruktur
Walterboro ist über die Interstate 95 (Zugang über die Ausfahrten 53 und 57) erreichbar, wo Unterkünfte, Restaurants und Tankstelleneinrichtungen es zu einem beliebten Zwischenstopp für Reisende machen. Andere wichtige Straßen sind der US Highway 15, der Alternate US Highway 17 und mehrere State Highways. Der Lowcountry Regional Airport bietet allgemeine Flugverbindungen nach Walterboro und Colleton County.

## Persönlichkeiten
- Craig Mack (1970–2018), Hip-Hop-Künstler
- John Emil Peurifoy (1907–1955), Diplomat